# Kyle Kaiser
Kyle Kaiser (Santa Clara, 5 de março de 1996) é um automobilista estadunidense. Entre 2015 e 2017, ele competiu na Indy Lights pela equipe Juncos Racing. Kaiser fará sua estreia na IndyCar Series durante a temporada de 2018.